# Kittisak Rawangpa
Kittisak Rawangpa (Thai: กิตติศักดิ์ ระวังป่า; * 3. Januar 1975 in Rayong) ist ein thailändischer ehemaliger Fußballspieler auf der Position eines Torhüters. Er war einer der Top-Torhüter des Landes.

## Karriere
Seine Karriere begann für Kittisak beim FC Sinthana im Jahr 1999. Nachdem sich 2003 bereits eine Fusion der Vereine FC Sinthana und dem FC Chulalongkorn University andeutete, wechselte er 2004 nach Vietnam zu NHÐA Thép Pomina. Der Verein spielte damals in der V-League. Als letzter der Tabelle musste der Verein aber mit Kittisak den Weg in die zweite Liga antreten. Er spielte für den Verein bis 2006. Nach seinem Aufenthalt in Vietnam ging er zurück nach Thailand und unterschrieb bei FC Thailand Tobacco Monopoly. Anschließend zog es ihn weiter zum Premier-League-Aufsteiger FC Customs Department. Der Verein stieg zum Ende der Saison ebenfalls ab. Kittisak wechselte zum FC Osotspa M-150 um Ende 2009 einen Vertrag beim FC Bangkok Glass zu unterschreiben. Er erhielt dort einen Dreijahresvertrag. Eine Ablösesumme wurde nicht bekannt gegeben.
Bereits seit 1998 steht Kittisak im Kader der Nationalelf und war die meiste Zeit davon die Nummer eins. Dabei nahm er mit der Mannschaft im Jahr 2000 an der Endrunde zu der Fußball-Asienmeisterschaft 2000 teil. Sein erstes großes Turnier. Seinen ersten Titel mit der Nationalelf holte er im Jahr 2000 bei den ASEAN-Fußballmeisterschaften. Bei dem Turnier war er jedoch nur die Nummer zwei hinter Virat Vangchan. Zwei Jahre später bei den ASEAN-Meisterschaften 2002 war er als Nummer eins dabei und konnte diesmal den Titel als Stammspieler gewinnen. 2007 und 2008 stand er mit dem Team jeweils im Finale des Wettbewerbs.
Zwischenzeitlich machte ihm der junge Torhüter Kosin Hathairattanakool vom FC Chonburi die Nummer eins streitig. Doch konnte sich Kittisak zuletzt wieder herankämpfen.
2002 war Kittisak Teil des so genannten Bangkok XI Teams, einer Auswahl aus Spielern der Bangkoker Vereine, welche am 30. Juli 2002 im Rajamangala-Nationalstadion gegen Leeds United antrat. Im Freundschaftsspielen der thailändischen Nationalmannschaft stand er im Tor gegen Real Madrid, Liverpool FC und Manchester United.

## Erfolge

### Verein
Bangkok Glass FC
- Singapore Cup: 2010

### Nationalmannschaft
- Teilnahme an der Endrunde zu der Fußball-Asienmeisterschaft 2000
- ASEAN-Fußballmeisterschaft Gewinner 2000, 2002 und Finalist 2007, 2008

## Sonstiges
Kittisak Rawangpa ist der Vater von Siwat Rawangpa.

## Erläuterungen/Einzelnachweise
1. ↑  vff.org.vn: Worddokument mit der Liste der Spieler der Saison 2006 (Seite nicht mehr abrufbar, festgestellt im April 2019. Suche in Webarchiven)  Info: Der Link wurde automatisch als defekt markiert. Bitte prüfe den Link gemäß Anleitung und entferne dann diesen Hinweis.
2. ↑  the-afc.com: Bericht auf the-afc.com (Seite nicht mehr abrufbar, festgestellt im April 2019. Suche in Webarchiven)  Info: Der Link wurde automatisch als defekt markiert. Bitte prüfe den Link gemäß Anleitung und entferne dann diesen Hinweis.
3. ↑  sport.mthai.com: Bericht über den Transfer (thai) (Memento des Originals vom 21. Juni 2010 im Internet Archive)  Info: Der Archivlink wurde automatisch eingesetzt und noch nicht geprüft. Bitte prüfe Original- und Archivlink gemäß Anleitung und entferne dann diesen Hinweis.
4. ↑  rsssf.org: Details des Turniers mit Kaderliste
5. ↑  rsssf.org: Details des Wettbewerbs mit Kaderlisten
6. ↑  thaifootball.com: Aufstellung und Spielbericht

| Personendaten    | Personendaten                  |
| ---------------- | ------------------------------ |
| NAME             | Kittisak Rawangpa              |
| KURZBESCHREIBUNG | thailändischer Fußballtorhüter |
| GEBURTSDATUM     | 3. Januar 1975                 |
| GEBURTSORT       | Rayong                         |